# Qaleh-ye Harateh
Qaleh-ye Harateh (in persiano قلعه حرته‎, anche romanizzato come Qal‘eh-ye Ḩarateh) è un villaggio nel Distretto rurale di Hati, distretto di Hati, shahrestān di Lali, nella provincia del Khūzestān, in Iran. Al censimento del 2006, la sua popolazione consisteva in 90 persone, divise in 20 famiglie.